# Тітій (Мікеланджело)
«Тітій» (італ. La punizione di Tizio) — малюнок італійського художника та скульптора епохи Відродження Мікеланджело Буонарроті.

## Опис
Малюнок зображує міфічного персонажа Тітія, прив'язаного до великої скелі. Поруч є якась рослина або стовбур дерева з корінням. Стовбур, здається, має людське обличчя в профіль, його рот повністю відкритий, наче він кричить. Скеля є єдиним вказівником розташування, оскільки передній план і фон залишаються порожніми, за винятком лінії горизонту. Тіло Тітія викручене, голова відкинена, тоді як його права рука зв'язана над головою, а ліва рука можливо зв'язана з лівим стегном, її не видно; права нога Тітія лежить рівно, а ліва зігнута. Над Тітієм — падальщик-гриф завбільшки з людину. Стерв'ятник схиляється над скрученим тілом Тітія, його крила майже повністю розкриті, а голова наближається до середини тіла Тітія, але ще не розриває його.

## Історія
Малюнок «Тітій» є одним із кількох малюнків, які Мікеланджело подарував Томмазо деї Кавальєрі, молодому римському дворянину, який був дуже близьким другом Мікеланджело з 1532 року до самої смерті Мікеланджело в 1564 році.
Відносини між двома чоловіками були ретельно досліджені вченими через великий обсяг листування між ними. Мікеланджело написав багато листів до Кавальєрі разом із віршами та згаданими раніше малюнками. У багатьох сонетах, які він написав Кавальєрі, Мікеланджело згадував про «безмірну любов», яку він відчував до молодого дворянина; він навіть використав ім'я Кавальєрі в каламбурі, щоб описати свою прихильність: «Мене тримає в полоні озброєний кавалер».

## Інтерпретації

### Можливий гомоеротизм
Малюнки, створені Мікеланджело для Кавальєрі, були завершеними витворами мистецтва. Мікеланджело подарував йому перший набір малюнків у 1532 році. Цю групу складають малюнки «Тітій» і «Ганімед». Вчені вважають, що два малюнки в цій групі мають гомоеротичний підтекст. Наприклад, Тітій намагався зґвалтувати Лето, матір Аполлона. Для покарання Тітія прикули до скелі в Аїді, щоб два падальщики-грифи вічно викльовували його печінку. У цьому контексті малюнок можна інтерпретувати як зображення туги та кохання, яке ніколи не здійсниться. Оскільки печінка безперервно викльовується, але постійно знову відновлюється, то печінку часто називають «осередком пристрастей», тож ця сцена може сигналізувати про нерозділене кохання Мікеланджело до Кавальєрі.
Подібну гомоеротичну інтерпретацію можна зробити й для малюнка «Ганімед». У міфології Ганімед був виночерпієм Зевса. Зевс так пожадав молодого виночерпія, що прийняв образ орла, щоб знести Ганімеда на гору Олімп, щоб бути з ним. У цьому контексті Ганімед міг представляти молодого Кавальєрі, а орел міг символізувати зрілого та впливового Мікеланджело. Сцена може трактуватися як візуальне зображення фізичного потягу Мікеланджело до Кавальєрі.
Мікеланджело міг використовувати такі малюнки, сонети та листи, щоб висловити свою прихильність через соціальну стигму, пов'язану з гомосексуальністю. Попри те, що у Флоренції переважала гомосексуальна спільнота, віра Мікеланджело не дозволяла йому відкрито говорити про свої почуття до молодого дворянина. Крім того, Мікеланджело неодноразово звинувачували у зв'язках з іншими молодими людьми. Гомоеротичні малюнки могли бути для Мікеланджело способом виразити свої почуття подалі від громадськості та пліток.

### Можливі посібники для малювання
Інша інтерпретація цієї групи малюнків полягає в тому, що вони були дидактичними та створені з метою навчання Кавальєрі малювання. Ця інтерпретація випливає з коментаря Вазарі про те, що Кавальєрі отримав ці роботи, «тому що він вчився малювати». Крім того, на звороті малюнка фігура Тітія була перемальована на зображення Воскреслого Христа. Спочатку вважалося, що цей малюнок на звороті теж належав Мікеланджело, але деякі дослідники тепер вважають, що «Воскреслий Христос» був завершений Кавальєрі як вправа з малювання. Стиль Кавальєрі стало легше ідентифікувати завдяки виявленню кількох його малюнків, у тому числі копії «Падіння Фаетона», який був ще одним малюнком, що йому подарував Мікеланджело.
Ще один аспект малюнків, який свідчить на користь того, що вони були навчальними засобами, полягає в тому, що на всіх чотирьох малюнках, подарованих Кавальєрі («Тітій», «Ганімед», «Падіння Фаетона» та «Вакханалія Дітей»), головна фігура повернута в різні боки. Наприклад, у Тітія фігура зображена з опущеною вниз головою вліво, а у «Вакханалії дітей» — голова піднята вправо. Крім того, фігура в «Ганімеді» підіймається вертикально, тоді як фігура з «Падіння Фаетона» падає вниз головою. Ці чотири малюнки як ціле показують тіло обличчям до всіх чотирьох сторін світу і могли служити для того, щоб показати Кавальєрі, як зобразити оголене чоловіче тіло в різних основних положеннях.

## Виноски
1. ↑  Joseph Francese, «On Homoerotic Tension in Michelangelo's Poetry», MLN 117, No. 1 (January 2002): 40, 42.
2. ↑  Howard Hibbard, Michelangelo, 2nd ed (New York: Harper & Row), 229—231.
3. ↑  Hibbard, Michelangelo, 233.
4. ↑  Artble, «Tityus» under «Jusepe de Ribera», http://www.artble.com/artists/jusepe_de_ribera/paintings/tityus.
5. 1 2  Hibbard, Michelangelo, 235.
6. ↑  Encyclopædia Britannica, «Ganymede», http://www.britannica.com/EBchecked/topic/225486/Ganymede.
7. ↑  Joseph Francese, «On Homoerotic Tension», 23–24.
8. ↑  Joseph Francese, «On Homoerotic Tension», 26.
9. ↑  Garrard, Mary D. (2014). Michelangelo in Love: Decoding the "Children's Bacchanal". The Art Bulletin. Т. 96, № 1. с. 24—49. ISSN 0004-3079. Процитовано 24 жовтня 2022.
10. ↑  Maria Ruvoldt, «Michelangelo's Dream», The Art Bulletin 85, no. 1 (March 2003): 94.
11. ↑  Michelangelo Buonarroti (Caprese 1475-Rome 1564) - The Punishment of Tityus. www.rct.uk (англ.). Процитовано 24 жовтня 2022.
12. ↑  Maria Ruvoldt, «Michelangelo's Dream», 95.
13. ↑  Avigdor W. G. Poseq, «Aspects of Laterality in Michelangelo's Work», Artibus et Historiae 20, no. 40 (1999) 108.